# Inge Brandenburg
Inge Brandenburg (* 18. Februar 1929 in Leipzig; † 23. Februar 1999 in München; eigentlich Ingeborg Brandenburg) war eine deutsche Jazzsängerin und Theaterschauspielerin. Sie wird oft als beste deutsche Jazzsängerin der 1960er Jahre bezeichnet.

## Leben und Wirken
Inge Brandenburg wurde als eines von sechs Kindern in eine zerrüttete Familie hineingeboren, in der Gewalt und Streit herrschten. Ihre Eltern verlor sie jugendlich durch die Nationalsozialisten: Der Vater, Kommunist und im Ersten Weltkrieg Kriegsdienstverweigerer, wurde 1939 im KZ Mauthausen inhaftiert, wo er später ums Leben kam, die Mutter wurde als „Asoziale“ im KZ Ravensbrück interniert und kam dort 1945 kurz vor Kriegsende um. Die Geschwister wurden voneinander getrennt und in verschiedenen Kinderheimen untergebracht, wodurch Inge Brandenburg den Großteil ihrer Jugend in Heimen in Dessau und Bernburg zubrachte.
Unmittelbar nach Kriegsende flüchtete sie in die amerikanische Zone nach Hof, wo sie als Herumtreiberin mehrere Monate inhaftiert wurde. Danach verschlug es sie nach Augsburg. Dort arbeitete sie in einer Bäckerei, begann das Klavierspiel zu erlernen und kam in den GI-Clubs der Stadt das erste Mal mit Jazz in Kontakt. Sie bewarb sich erfolgreich auf ein Zeitungsinserat eines Tanzorchesters, das eine Sängerin suchte und tingelte nach ihrem Umzug nach Frankfurt am Main mit jenem durch deutsche Nachtclubs und Tanzlokale. Als Autodidaktin entwickelte sie sich zunehmend zu einer hervorragenden Jazzinterpretin und unternahm – nach einem Engagement in Libyen – schließlich eine achtmonatige Tourneereise nach Schweden, die von Erfolg gekrönt war (ursprünglich geplant waren nur vier Wochen). Zurück in Deutschland kam der Durchbruch 1958 auf dem Deutschen Jazzfestival; auch die Kritiker prophezeiten ihr eine große Zukunft. Sie erhielt ihren ersten Plattenvertrag und sang, des dunklen Timbres ihrer Stimme und ihres hervorragenden Timings wegen geschätzt, bald mit der ersten Garde der Jazzer.
Beim Festival Européen du Jazz in Antibes 1960 wurde sie als „beste europäische Jazzsängerin“ ausgezeichnet. Die 

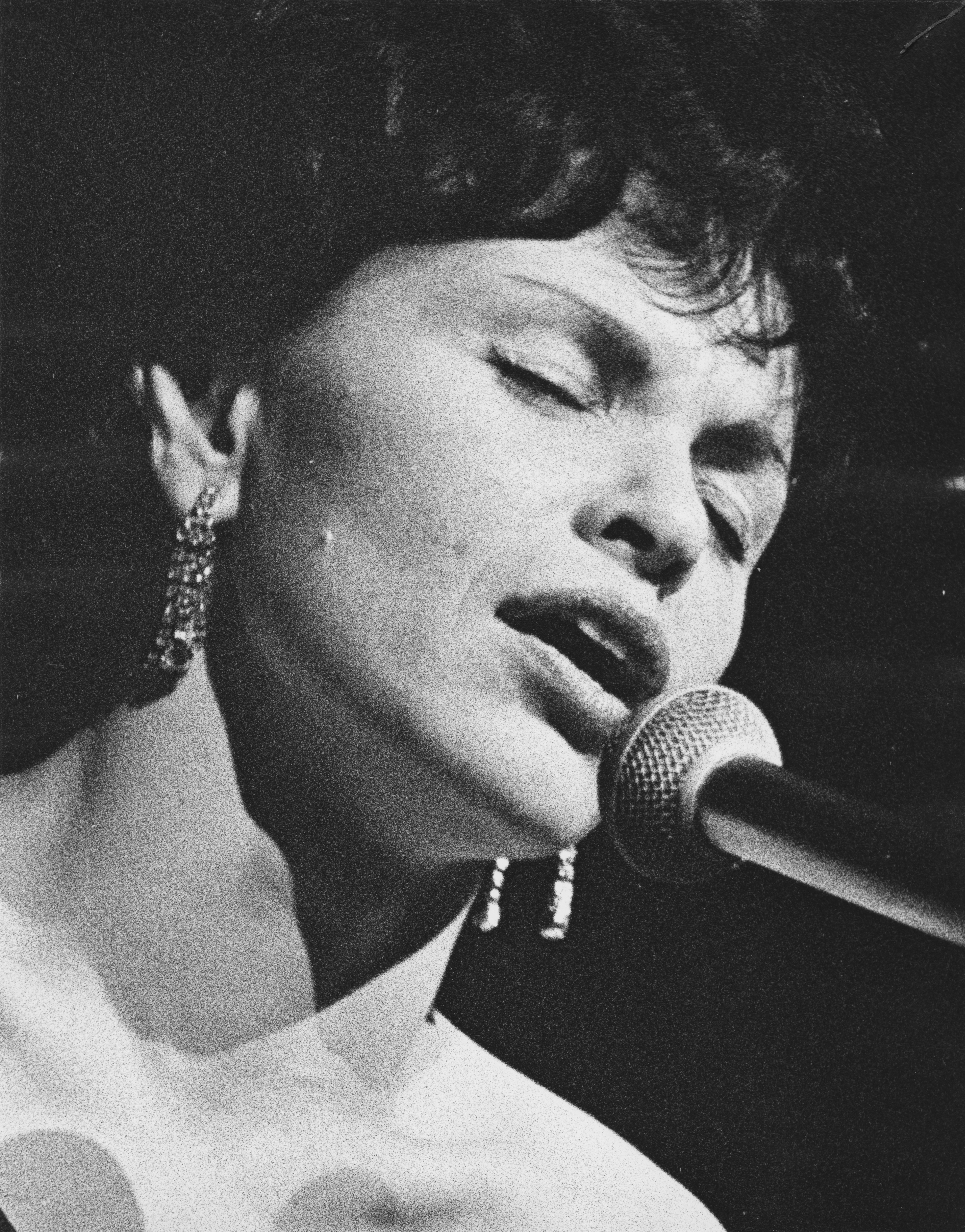
Inge Brandenburg im Konzert im April 1961

Zusammenarbeit mit Hans Koller, Albert Mangelsdorff, Emil Mangelsdorff, Helmut Brandt und den Orchestern von Kurt Edelhagen und Erwin Lehn festigten ihren Ruf als die beste westdeutsche Jazzsängerin; sie sang vor allem im Swing-Idiom und Blues-Stücke. Ihre Interpretation von Lover Man machte sie angeblich 1960 „zur Legende“: „Unbeeindruckt von den damals schon vorliegenden überwältigenden Vokalaufnahmen, sang sich die junge Deutsche mit individueller Phrasierung und seelenvoller dunkler Stimme die Seele aus dem Leib.“
Anfang der 1960er Jahre wurde Inge Brandenburg von dem AFN-Moderator Charlie Hickman gemanagt, der ihr die ersten Fernsehauftritte verschaffte, unter anderem mit Ted Heath (1962). Sie tourte 1965 mit der Gunter Hampel Group und interpretierte Ornette-Coleman-Stücke wie Lonely Woman. 1968 ging sie mit dem Trio von Wolfgang Dauner auf Tournee. Plattenfirmen veröffentlichten einige Aufnahmen mit ihr, wollten aber lieber (besser verkäufliche) schlagerartige Stücke aufnehmen, wozu sie nicht bereit war.
Nach ihrem vergeblichen Versuch, die Label vor Gericht dazu zu zwingen, wie ursprünglich vereinbart, Jazzaufnahmen mit ihr zu veröffentlichen, war sie in der Branche „verbrannt“. Aufgrund ihres Alkoholkonsums und ihrer reizbaren Art wegen galt sie zunehmend als schwierig, wodurch sie nur noch wenige Engagements erhielt, so dass sie später überwiegend Theater spielte. 1976 sang sie noch einmal auf dem Deutschen Jazzfestival, 1974 und 1976 im Sinkkasten in Frankfurt am Main, 1985 in der Brotfabrik in Frankfurt am Main, oder in Omnibus (Würzburg) und im Sudhaus in Stuttgart mit dem Peter Mayer Quartett und Jan Jankeje. Danach zog sie sich aufgrund der schwierigen ökonomischen Situation aus dem Musikmarkt komplett zurück.
Nach dem Karriereende rutschte Brandenburg in tiefere Alkoholprobleme ab, hinzu kamen Probleme mit ihren Stimmbändern. 1990 unterzog sie sich einer Operation der Stimmbänder. Mitte der 1990er Jahre versuchte sie ein Comeback – unterstützt von Gerry Hayes und Charly Antolini, mit den Trios der Pianisten Walter Lang bzw. Heinz Frommeyer, welches jedoch misslang. Verarmt starb sie 1999 im Schwabinger Krankenhaus. Ihr Grab befindet sich auf dem Münchner Nordfriedhof.

## Diskografie

### Singles
- 1960: Das gibt es nur einmal / Es ist doch immer wieder schön (Decca)
- 1960: Bye Bye Benjamino / Harrys kleiner Ballsalon (Decca)
- 1960: Sieben Tage, sieben Nächte / Goody Goody (Decca)
- 1961: Gauner sind sie alle / Weil ich Angst hab vor dir (Polydor)
- 1962: Südlich von Hawaii (Flaschenpost) / Um Mitternacht (Polydor)
- 1962: Tiger Twist / Amateur d’amour (Polydor)
- 1965: Hey Baby / Morgen nehme ich dein Foto von der Wand (Inge & Fats; CBS)
- 1965: Ruh dich mal aus bei mir / Du lässt mich nicht los (Inge & Fats; CBS)
- 1967: Ich liebe ihn / Ein Mann ist ein Mann (CBS)
- 1970: Ihr Verlorenen / Das Lied Vom Kürbis (Schwann)
- 1970: Ich tue meinen Mund auf / Ein anderes Osterlied (Schwann)

### EPs und LP
- 1960: Herzlichst Inge (EP, Decca)
- 1960: Inge Brandenburg (mit der Helmut Brandt Combo sowie Werner Müller und Orchester; EP, Deutscher Schallplattenclub)
- 1965: It’s Alright With Me (mit dem Gunter Hampel Quintett; LP, CBS)
- Songs – Brot für die Welt (mit Bill Ramsey und Ingfried Hoffmann; 1974; Schwann)
- Undatiert: Geschlossene Gesellschaft – Jens und Inge in der Herrenbar (mit Jens Brenke; LP, Electrola)

Posthum als CD erschienen:
- 2006: It’s Alright With Me (Sonorama, Reissue des CBS-Albums von 1965)
- 2011: Why Don’t You Take All Of Me (Bear Family Records, alle Singles, B-Seiten und EPs 1960–1967)
- 2011: Sing! Inge, Sing! (Silver Spot, vorwiegend unveröffentlichte Rundfunkaufnahmen aus den Jahren 1959-1971 mit dem hr-Jazzensemble, dem Orchester Kurt Edelhagen, der Helmut Brandt Combo, dem Orchester Erwin Lehn u. a.)[6] Bestenliste des Preises der deutschen Schallplattenkritik, 1. Quartal 2012.
- 2014: Don’t Blame Me (Sonorama, vorwiegend unveröffentlichte Liveaufnahmen aus den Jahren 1958–1962 mit dem Rolf Lüttgens Trio, dem RIAS Tanzorchester unter Werner Müller und Dieter von Goetze Trio)
- 2015: Easy Street (Bear Family Records, alle Rundfunkaufnahmen mit dem hr-Jazzensemble, aufgenommen von 1959 bis 1961)[7][A 3]
- 2019: I Love Jazz (Unisono-Records, 18 unveröffentlichte Songs aus Anlass ihres 90. Geburtstages und 20 Jahre nach ihrem Tod aus den Jahren 1959-1971 mit den Orchestern Erwin Lehn, Kurt Edelhagen, Werner Müller, Klaus Doldinger, Paul Kuhn u. a.)

## Filmographie (Auswahl)
- 1960–1962: Rhythmus in Bildern (vier Folgen) (Fernsehserie)
- 1960: Jazz für junge Leute (Fernsehspecial)
- 1961: Was ich noch sagen wollte (Fernsehspecial)
- 1961: Ein Stern fällt vom Himmel (Kinofilm)
- 1961: Spaß mit Ernst (eine Folge) (Fernsehserie)
- 1962: Bei Charly (eine Folge) (Fernsehserie)
- 1962: Musik aus Studio B (eine Folge) (Fernsehserie)
- 1963: Kennwort Chrysantheme (Fernsehkurzfilm)
- 1963: Jazz – gehört und gesehen (Folge 1.31) (Fernsehserie)
- 1963: Vorsicht, Big Band! (Fernsehspecial)
- 1963: Reportagen mit jedermann (eine Folge) (Fernsehserie)
- 1964: M.M.M. – Meyers Mitternachts-Musikalitäten (Fernsehfilm)
- 1964: Musik, Musik, Musik ... (Fernsehspecial)
- 1964: Glück zu kleinen Preisen (Fernsehfilm)
- 1964: Etwa im Oktober – Mehr oder weniger Heiteres und Herbstliches in Musik und Wort (Fernsehspecial)
- 1965: Sonnabendnacht im Hafen – Ein musikalischer Landurlaub (Fernsehkurzfilm)
- 1965: Night and Day (Fernsehspecial)
- 1966: Messe und Musik (Fernsehspecial)
- 1966: Mädchenhandel lohnt sich nicht (Massacre pour une orgie) (Kinofilm) Gesang nur in der dt. Fassung
- 1966: Ein Mädchen von heute (Fernsehfilm)
- 1967: Jim Valentines großer Coup (Fernsehfilm)
- 1969–1970: Des Broadways liebstes Kind (Fernsehmehrteiler)
- 1970: Erbe gesucht – Theater vorhanden (Fernsehfilm)
- 1970: Reisen in Deutschland (Folge: Ostfriesische Inseln) (Fernsehserie)
- 1971: Unsere kleine Show – Musik zur blauen Stunde (zwei Folgen) (Fernsehserie)
- 1972: Kindergeburtstag – Ein satirischer Vorschlag zur Abschaffung der Eltern (Fernsehkurzfilm)
- 1974: Die Drehscheibe (Eine Folge)
- 1978: Songs aus der Christothek (Fernsehspecial)
- 1990: Die glückliche Familie Episode: Chez Alex (Fernsehserie)
- 1990: Eine Frau namens Harry (Kinofilm)
- 2011: Sing! Inge, Sing! – Der zerbrochene Traum der Inge Brandenburg (Dokumentarfilm)

## Dokumentation
Am 16. Juni 2011 wurde der zweistündige Dokumentarfilm Sing! Inge, Sing! – Der zerbrochene Traum der Inge Brandenburg von Marc Boettcher uraufgeführt. Im Oktober 2011 startete der mit dem „Prädikat Wertvoll“ ausgezeichnete Film im Kino, im Mai 2012 erschien der Film außerdem auf DVD. Am 5. Dezember 2012 wurde auf ARTE TV eine 52-minütige Kurzfassung des Kinofilms unter dem Titel Die Deutsche Lady Jazz (La lady allemande du Jazz) erstmals im deutschen und französischen Fernsehen ausgestrahlt. Diese TV-Fassung wurde am 29. Januar 2013 für den Grimme-Preis 2013 im Bereich Information und Kultur nominiert.
Im Oktober 2016 erschien Boettchers gleichnamige Buchbiografie Sing! Inge, Sing! anlässlich der Frankfurter Buchmesse.